# Iseltwald
Iseltwald es una comuna suiza del cantón de Berna, situada en el distrito administrativo de Interlaken-Oberhasli. Limita al norte con Niederried bei Interlaken y Oberried am Brienzersee, al este con Brienz, al sur con Grindelwald, y al oeste con Lütschental, Gündlischwand y Bönigen.
El pueblo se encuentra en el delta sur del lago de Brienz en el Oberland bernés. Durante un largo tiempo, el único acceso al pueblo era una pequeña vía regional y un ferri. Desde 1988 la Autopista A8 conecta al pueblo con el resto del cantón. Hasta el 31 de diciembre de 2009 situada en el distrito de Interlaken.